# Sexualidade humana masculina
A 'sexualidade masculina humana abrange uma ampla variedade de sentimentos e comportamentos. Os sentimentos de atração dos homens podem ser causados por várias características físicas e sociais de seu parceiro em potencial. O comportamento sexual pode ser afetado por muitos fatores, incluindo predisposições evoluídas, personalidade individual, educação e cultura. Embora a maioria dos homens seja heterossexual, minorias significativas são homossexuais ou em vários graus de bissexuais.